# تحويل ميلين
في الرياضيات، تحويل ميلين (بالإنجليزية: Mellin transform)‏ هو تحويل تكاملي قد يُنظر إليه على أنه الصيغة الجدائية لتحويل لابلاس ذي الجهتين.
{\displaystyle \left\{{\mathcal {M}}f\right\}(s)=\varphi (s)=\int _{0}^{\infty }x^{s-1}f(x)dx.}
{\displaystyle \left\{{\mathcal {M}}^{-1}\varphi \right\}(x)=f(x)={\frac {1}{2\pi i}}\int _{c-i\infty }^{c+i\infty }x^{-s}\varphi (s)\,ds.}